# جنبة عطرة
جنبة عَطِرَة أو دِيْوسمَة أو دوا سمي جنس من النباتات المزهرة في الفصيلة السذابية ، موطنها مقاطعة كيب بجنوب إفريقية. أنواعها جنبات صغيرة القد ترتفع من ٥٠ إلى ٨٠ سم. تشبه الخلنج. يُقال أنها من المقويات الجزيلة النفع ومن منشطات الباه غير المؤذية. أزهارها صغيرة جميلة. ألوانها تختلف مع الأنواع، يكثر فيها الأبيض والوردي والأحمر.